# Хоммес, Нинке
Нинке Хоммес (нидерл. Nienke Hommes, род. 20 февраля 1977) — голландская спортсменка, гребчиха, призёр чемпионата мира по академической гребле 2005 года, а также Летних Олимпийских игр 2004 года.

## Биография
Нинке Хоммес родилась 20 февраля 1977 года в нидерландском городе Харлеме, Северная Голландия. Тренировалась в клубе «Skoell AASRV», (Амстердам). Профессиональную карьеру гребца начала в 2001 году.
Первыми соревнованиями на международной арене на которых Хоммес приняла участие был — IV этап кубка мира по академической гребле 2001 года в Мюнхене (2001 WORLD ROWING CUP IV). В составе четверки без рулевой в финальном заплыве с результатом 07:06.990 голландская команда заняла 5 место, уступив соперницам из Австралии (07:06.480 — 4е место), Германии (07:02.000 — 3е место), Новой Зеландии (07:00.060 — 2е место) и ещё одной команде из Австралии (06:56.810 — 1е место).
На Летних Олимпийских играх 2004 года в Афинах команда Хоммес финишировала третьей и заработали бронзовую медаль в заплыве восьмерок с рулевой. С результатом 06:58.540 голландские гребцы уступили первенство соперницам из США (06:57.330 — 2е место) и Румынии (06:56.050 — 1е место).
Бронзовую медаль за заплыв восьмерок с рулевой Хоммес заработала на соревновании чемпионата мира по академической гребле 2005 года в Кайдзу, Япония. Голландская команда с результатом 05:59.610 финишировала третьей, уступив первенство соперницам из Румынии (05:59.500 — 2е место) и Австралии (05:58.100 — 1е место).